# Оксентя
Оксентя (рум. Oxentea) — село в Дубесарському районі Молдови. Утворює окрему комуну. Село розташоване на правому березі Дністра. 

## Населення
В 1997 році населення села становило 3160 жителів. Згідно з Переписом 2004 року число мешканців склало 2794. Серед них 49.46% становили чоловіки, та відповідно 50.54% жінки. За національним складом населення 99.61% - становили молдовани, 0.21% - українці, 0.14% - росіяни, 0.04% - гагаузи.